# Achet (Hamois)
Achet is een dorp in de Belgische provincie Namen en een deelgemeente van Hamois.
Het dorp is gelegen in de Condroz op zo'n 8 kilometer ten noordoosten van Ciney. De Bocq, een zijrivier van de Maas loopt door het dorp. In het zuiden ligt nog het gehucht Monin. De zuidgrens van Achet wordt gevormd door de N4, de verbindingsweg tussen Namen en Luxemburg. Achet was een landbouwdorp dat vooral gericht was op de veeteelt. Sinds de jaren 1970 evolueert Achet door zijn ligging aan de N4 steeds meer tot een woondorp, waardoor het inwoneraantal weer is gaan stijgen.

## Geschiedenis
Het grondgebied van Achet was reeds vroeg bewoond, waardoor er vele overblijfselen gevonden werden uit de Romeinse Rijk. In de vroege middeleeuwen bezat het dorp een burcht maar deze werd tijdens de oorlog van de Koe (1275-1278) volledig verwoest. Achet heeft steeds deel uitgemaakt van de meierij Ciney.
Bij de vorming van de gemeenten in 1795 werd Achet geen zelfstandige gemeente maar ging het dorp deel uitmaken van Hamois waar het reeds kerkelijk toe behoorde. Achet werd een zelfstandige parochie in 1872. Ook Monin dat op dat moment kerkelijk bij Mohiville behoorde, werd bij de parochie Achet gevoegd. In 1898 werd de parochie ook een zelfstandige gemeente, maar in 1977 werd Achet terug een deel van Hamois.

## Bezienswaardigheden
- De Johannes-de-Doperkerk uit 1863
- Het Kasteel van Monin

## Demografische evolutie
Opm:1900 t/m 1970=volkstellingen; 1976= inwoneraantal op 31 december